# 羽川英樹の京・奈良・近江☆みつけ旅
『羽川英樹の京・奈良・近江☆みつけ旅』（はがわひできのきょうならおうみみつけたび）は、KBS京都ラジオのラジオ番組。
ナイター期（4月〜9月）は火曜日19:30 - 21:00、ナイターオフ期（10月〜3月）は水曜日19:30 - 21:00（フリーウェーブII枠）に放送。
KBS京都本社第1スタジオから生放送される

## 概要
自称「旅名人」のフリーアナウンサー・羽川英樹が、京都、奈良、近江のグルメ・温泉・観光・歴史・穴場などを紹介する 「小さな旅」ナビゲーション番組

## 出演者

### メインパーソナリティ
- 羽川英樹（はがわ ひでき、1953年5月24日 - ）京都府出身。A型。170cm。86kg。ビッグフェイス所属。既婚

### アシスタント
- 藤原宏美（ふじわら ひろみ、1976年8月20日 - ）奈良県出身、在住。A型。168cm。松竹芸能所属。既婚。2012年11月結婚。新婚旅行はドバイ。1999年宝くじ幸運の女神、女王卑弥呼、ミス愛染娘、福娘、ゆかた美人などタイトル多数。2009年3月31日（火）から2代目アシスタントを務める。大学生の時に「弥栄温泉あしぎぬの湯」に羽川と入浴（ワイドABCDE〜すのロケで）

- 過去のアシスタント
  - 美馬ちひろ（みま ちひろ）初代アシスタント。2009年3月芸能界引退

## コーナー
- 旅ごころ 街歩き（2011年10月5日〜）　
  - 京・奈良・近江の街を歩き、案内する
- 今週のちょっといい話　ゲストをスタジオに招く。電話の場合あり
- 月間らくたび通信　第3週（月イチ）。らくたびスタッフ
- 今週のうまいもん　
  - お菓子や調味料、食料品、お惣菜など、独断と偏見で選んだ"うまいもの"を毎週ひとつ紹介する
  - 年初の放送で、前年の「年間うまいもんグランプリ」（京都、奈良、滋賀、そのほかの地域）を発表する
- 週末お出かけ情報 
  - 京・奈良・近江の催しを1つずつ紹介する。木曜に放送されていた名残
- e-mono オンラインプレゼント　提供:株式会社林吾、株式会社ポーム
  - 番組のラストに商品をプレゼントする

特別企画
- 旅ごころ 街走り「第1回大阪マラソン」（2011年11月2日）
  - 藤原宏美が大阪マラソン完走を報告

終了したコーナー
- 京・奈良・近江　駅テクマップ（〜2011年9月27日）

## 番組イベント
- ちょっと遅めの新年会
  - 2007年から、毎年、1月中旬から下旬にかけて、雄琴温泉 びわ湖花街道で開催されている。抽選会、「山内さんは誰だ」クイズなどが行われる

## 備考
- 2005年10月6日〜2006年3月30日は木曜19:30〜21:00の放送
- 2006年4月から、KBS京都は月曜に加えて火曜も（ナイター中継を止め）通常の番組を放送。これに伴い、2006年4月4日からは火曜20:00〜21:30の放送
- 2015年春の改編で桂塩鯛が降板を申し出たことで、羽川が4月4日より土曜8:30-11:55枠で「羽川英樹の土曜は旅気分」を担当することになり、当番組の終了が決定。「ちょっと遅めの新年会」は新番組で継続。藤原はKBS京都を離れることに